# La Revanche dans la peau
La Revanche dans la peau (sous-titre : Le Châtiment de Bourne, titre original : The Bourne Retribution) est un roman d'Eric Van Lustbader paru en 2013. Il s'agit du onzième volet de Jason Bourne après La Mémoire dans la peau, La Mort dans la peau et La Vengeance dans la peau de Robert Ludlum, La Peur dans la peau, La Trahison dans la peau, Le Danger dans la peau, Le Mensonge dans la peau, La Poursuite dans la peau, La Traque dans la peau et L'Urgence dans la peau d'Eric Van Lustbader.